# Chess Island
Chess Island ist eine unbewohnte Binneninsel im kanadischen Bundesstaat Manitoba. Sie ist 250 Meter vom Ufer des Shannon Lake entfernt.
Die Insel ist 2,7 Kilometer lang und 1,3 Kilometer breit. In der Nähe liegen die Inseln Grenon Island, Chambers Island und Crane Island.